# Paniersbunker

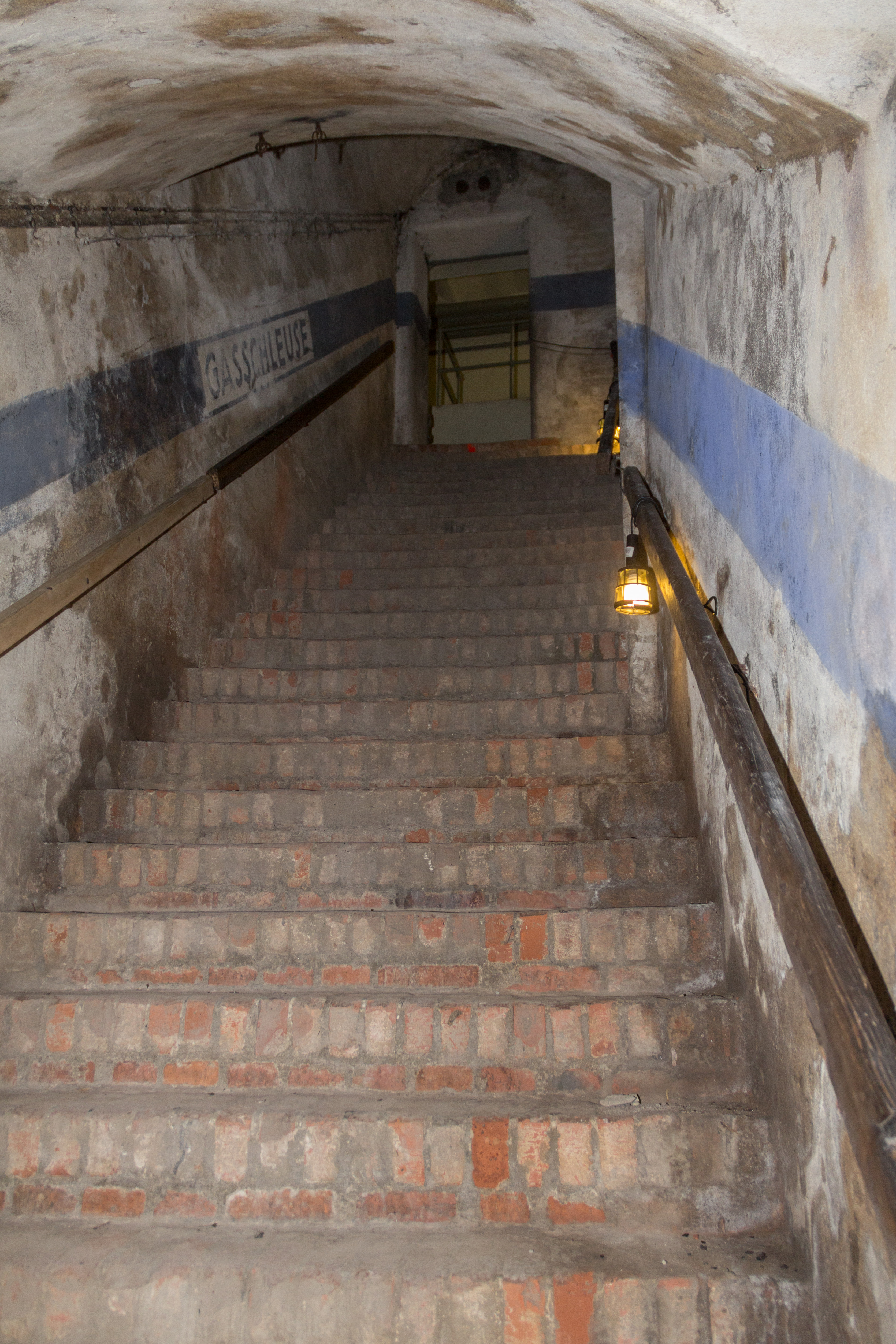
Treppenaufgang in der Grundschule Paniersplatz

Der Paniersbunker oder Panierskeller ist eine ehemalige Bunkeranlage im nördlichen Teil der Sebalder Altstadt der Nürnberger Altstadt in Bayern.

## Beschreibung
Namensgebend ist der Nürnberger Paniersplatz.
Der aufgelassene Bunker ist Teil eines umfangreichen Kellersystems der nördlichen Altstadt. Seit dem 14. Jahrhundert trieben die Menschen Stollen und Keller in den Sandsteinkeuper des Nürnberger Burgberges. Diese dienten der Wassergewinnung der Stadt und als Lagerstätte der lokalen Brauereien. Ursprünglich bestand das in zehn bis zwölf Meter Tiefe gelegene Kellersystem aus voneinander unabhängigen Kellern. Ab 1940 wurden die Keller ausgebaut und ab 1943 durch Stollen miteinander verbunden. In östlicher Richtung ist der Paniersbunker über den Tucherstollen mit dem Tucherkeller und dem Laufertorkeller verbunden.
Während des Krieges wurden die Keller weiter ausgebaut und dienten bis zum Einmarsch amerikanischer Truppen in Nürnberg im April 1945 Zehntausenden Menschen als Luftschutzraum. Hier überlebten auch viele Nürnberger die Zerstörung ihrer Stadt am Abend des 2. Januar 1945. Das Bunkersystem selbst erstreckt sich sehr weiträumig und ist unterirdisch mit ehemaligen Einzelkellern wie dem östlich gelegenen Weberskeller, Zeltnerskeller, Stahlkeller und westlich mit dem Greinerkeller, Hirschkopf-Burghardt-Keller sowie Speyerkeller verbunden. Die ursprünglichen, nur in Sandstein gehauenen Keller wurden beim Ausbau mit Ziegelsteinen ausgekleidet und mit notwendiger Infrastruktur wie Toilettenanlagen, Belüftungen und Versorgungseinrichtungen ergänzt.
Der Ausbau von einigen Teilbereichen wie dem Stahlkeller, der angeblich wegen des von französischen Kriegsgefangenen nicht fachgerecht gemauerten Gewölbes auch als Franzosengewölbe bezeichnet wurde, wurde zwar begonnen, aber nicht vollendet. Der Grund ist wahrscheinlich, dass verfügbares Baumaterial in den Kriegswirren knapp wurde. Diese Bereiche wurden bereits während der Baumaßnahmen teilweise mit Bauschutt und Abraum verfüllt.
In östlicher Richtung zwischen dem Schulkeller und dem Weberskeller, etwa in Höhe des Johannes-Scharrer-Gymnasiums, befand sich die sogenannte Kunstbergungsanlage. Dieser etwa 230 Quadratmeter große Bereich des Bunkers diente ab 1943 neben dem Historischen Kunstbunker als Lagerort der Nürnberger Kunstschätze. Hier wurden unter anderem auch die Kopie und das Original des Nürnberger Neptunbrunnens sowie Teile der Reichskleinodien eingelagert. Der spätere Nürnberger Stadtbaurat Heinz Schmeißner versteckte noch am Karfreitag 1945 Krone, Reichsapfel, Zepter und Schwerter der Reichskleinodien im Untergrund vergeblich vor den anrückenden Amerikanern.
Mehrere Räume im westlichen Teil wurden für Gau- und Parteileitung, Befehlsstellen, für Hilfsorganisationen und städtische Behörden genutzt.
Der Bunker liegt nicht weit vom Nürnberger Rathaus entfernt und war deshalb auch das Ausweichquartier der Polizei-Rathaus-Wache und Amtsstube des Oberbürgermeisters. Diese Bereiche waren auch wesentlich besser ausgebaut. Sie waren gefliest, mit glattem Putz versehen und zum Teil sogar beheizbar.
Es gab auch einen Schülerbunker in einem Teil, der früher von der Tucherbrauerei als Lagerstädte genutzt wurde. Dort waren Mädchen und Jungen aus der Paniersschule und den benachbarten Schulhäusern untergebracht. Sie wurden dort auch zeitweise unterrichtet.
An den Wänden sind heute noch diverse Schriftzüge erkennbar. Richtungsangaben und Raumbenennungen wie Gralsdom oder Norisgrotte dienten der Orientierung und Ruhe bewahren oder Gerüchte verbreiten ist Landesverrat als zeittypische Verhaltensregeln.

## Heutige Nutzung
Nach dem Krieg wurde ein Teil der ehemaligen Rettungsstelle im Speyerkeller als Badehaus umgebaut. Der Betrieb wurde bald wieder eingestellt. Zur Sicherung wurde später ein Teil der Anlage mit Bitumen isoliert, mit Spritzbeton ausgekleidet (torkretiert) und teilweise mit Stützen versehen. Zugänge befinden sich heute noch in der Grundschule am Paniersplatz und dem Johannes-Scharrer-Gymnasium. Einige der ehemaligen Verbindungen, Aufgänge und Lüftungsschächte wurden vermauert oder verfüllt. Durch eindringendes Wasser haben sich zwischenzeitlich auch sehenswerte Versinterungen, Tropfsteine und bunte Mineralauswaschungen gebildet.
Ein Teil der ehemaligen Anlage im Speyerkeller beherbergt seit 1954 das Jazzstudio Nürnberg. Oberirdisch finden sich teilweise auch noch die Reste ehemaliger Lüftungsschächte.
Die weitverzweigte Anlage ist heute nur noch im Rahmen von Sonderführungen zugänglich. So wurden im Rahmen des Gedenkens an die Zerstörung Nürnbergs im Januar 2005, 2006, 2009, 2015 und 2019 Führungen durch den Förderverein Nürnberger Felsengänge e.V. angeboten.

## Bildergalerie

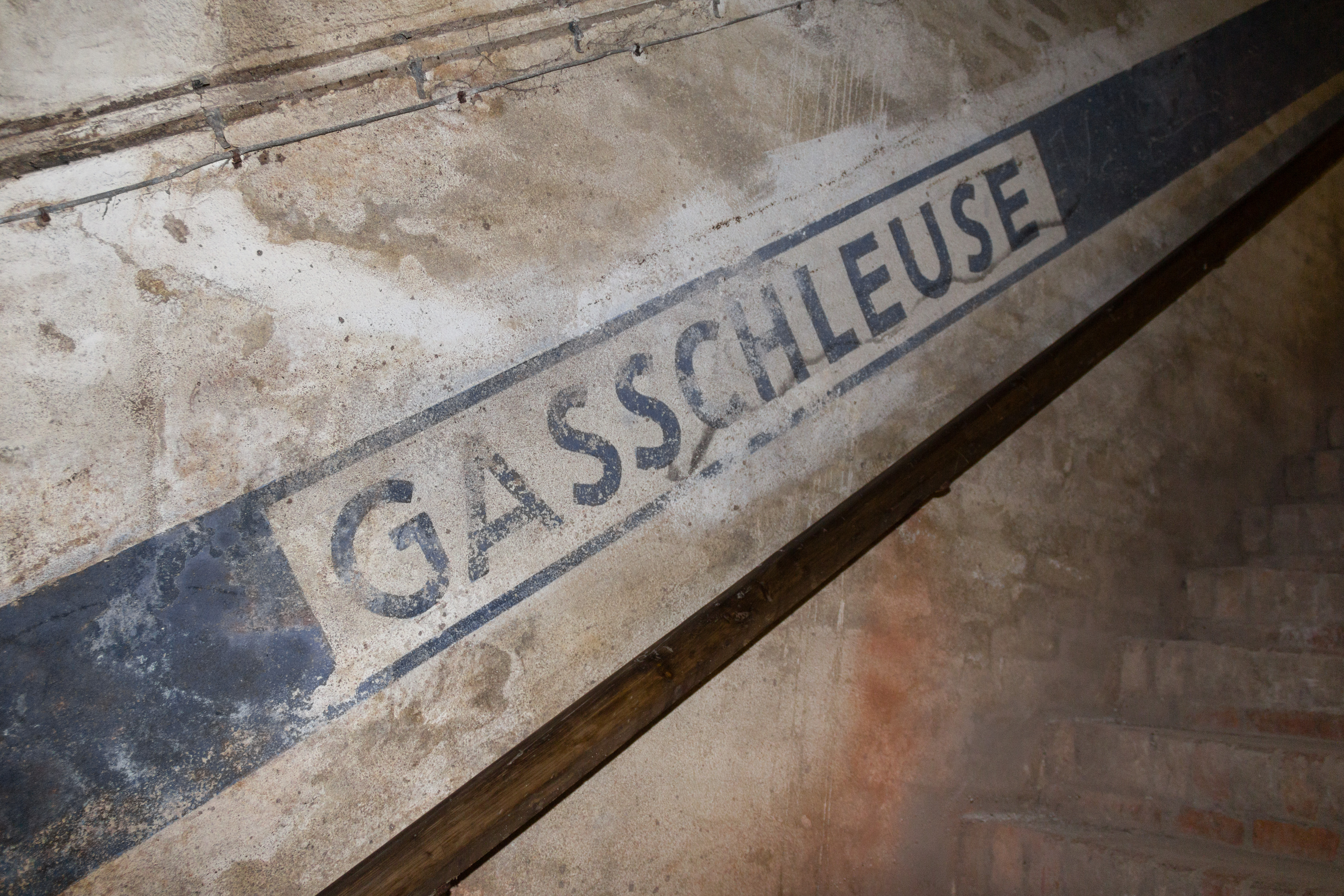
Gasschleuse, Panierschulhaus
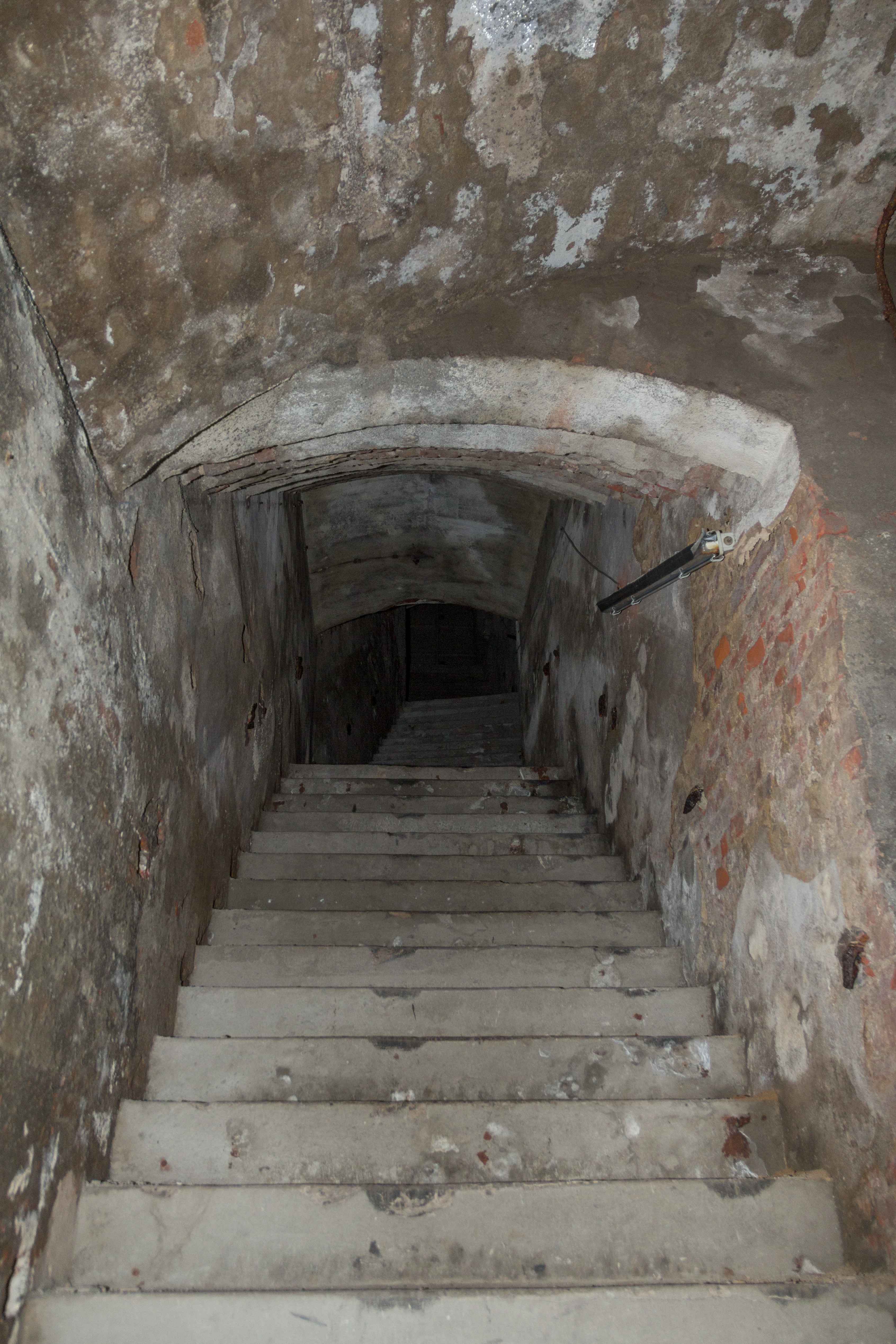
Aufgang im Johannes-Scharrer-Gymnasium
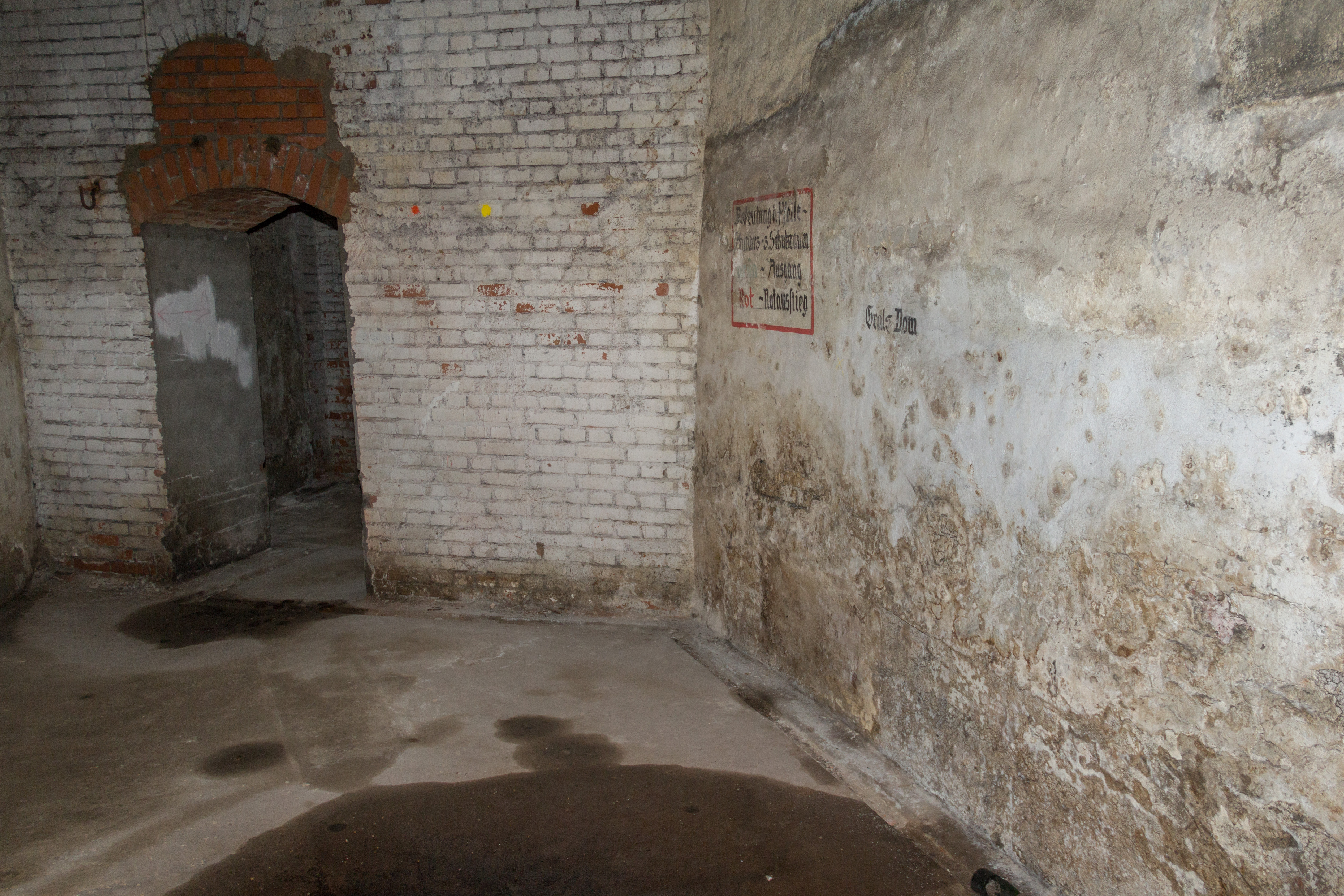
Der Gralsdom
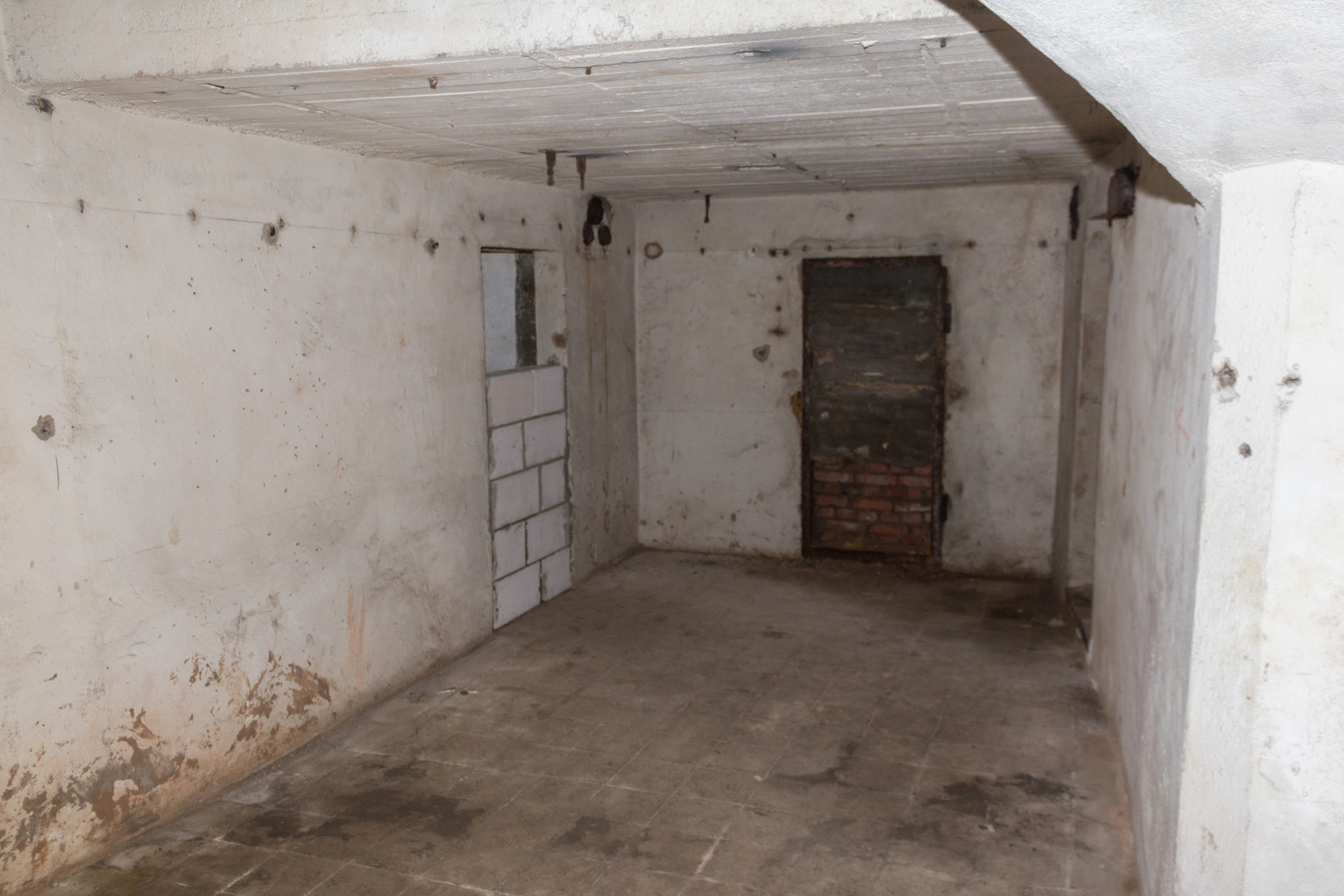
Gut ausgebauter Bereich des Oberbürgermeisters
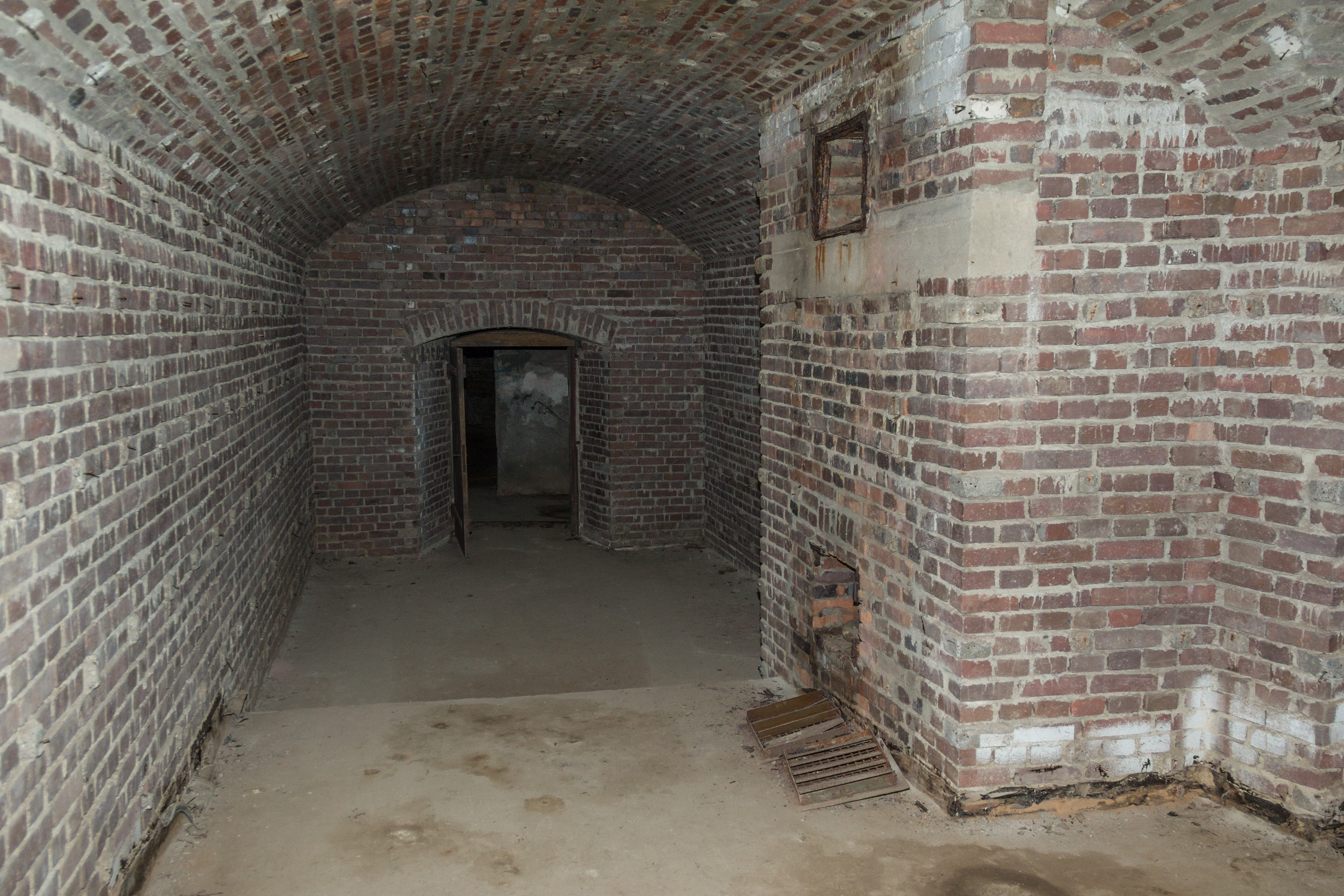
Bereich, in dem der Neptunbrunnen gelagert wurde
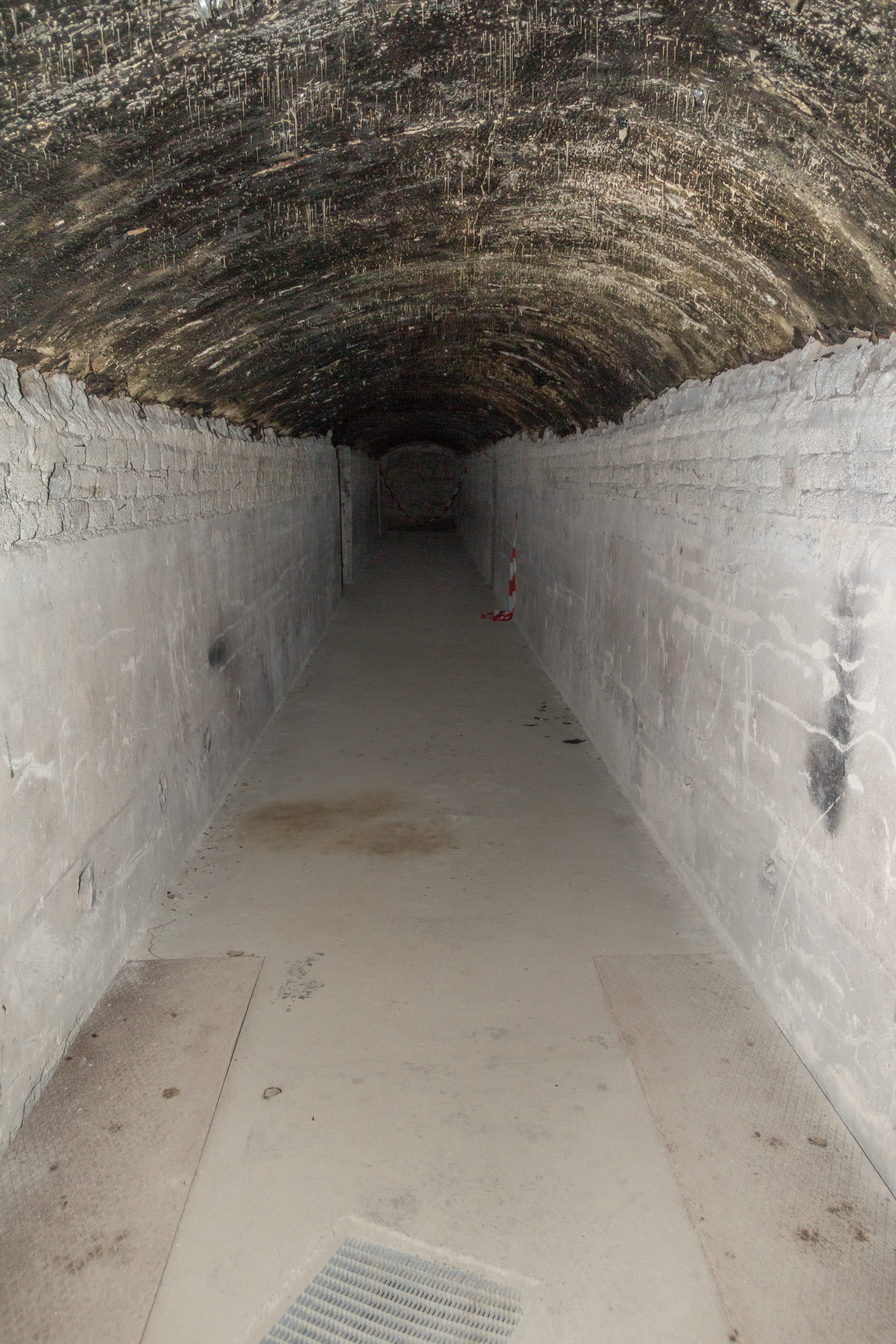
Schulkeller
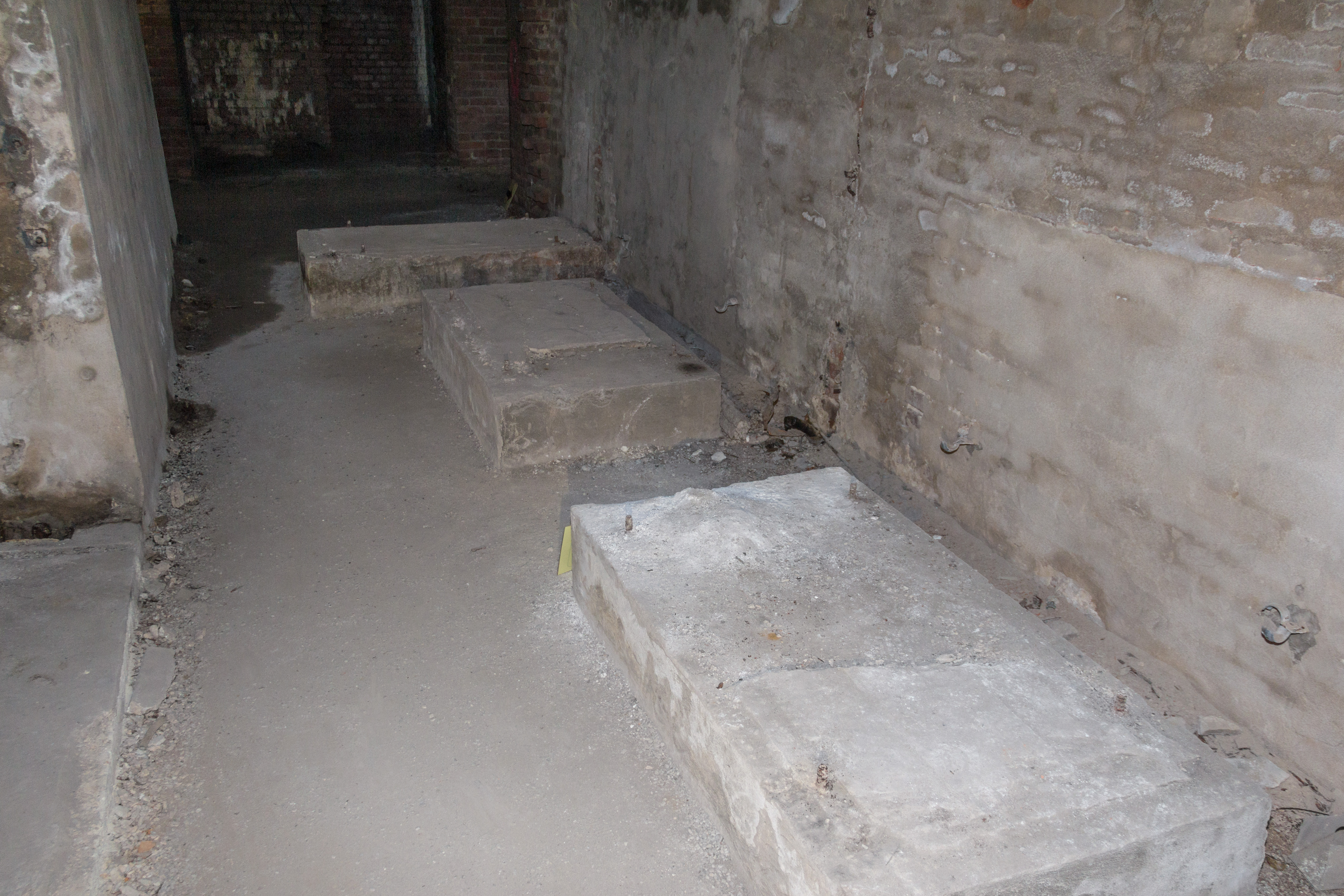
Fundamente der ehemaligen Notstromversorgung im Zeltnerkeller
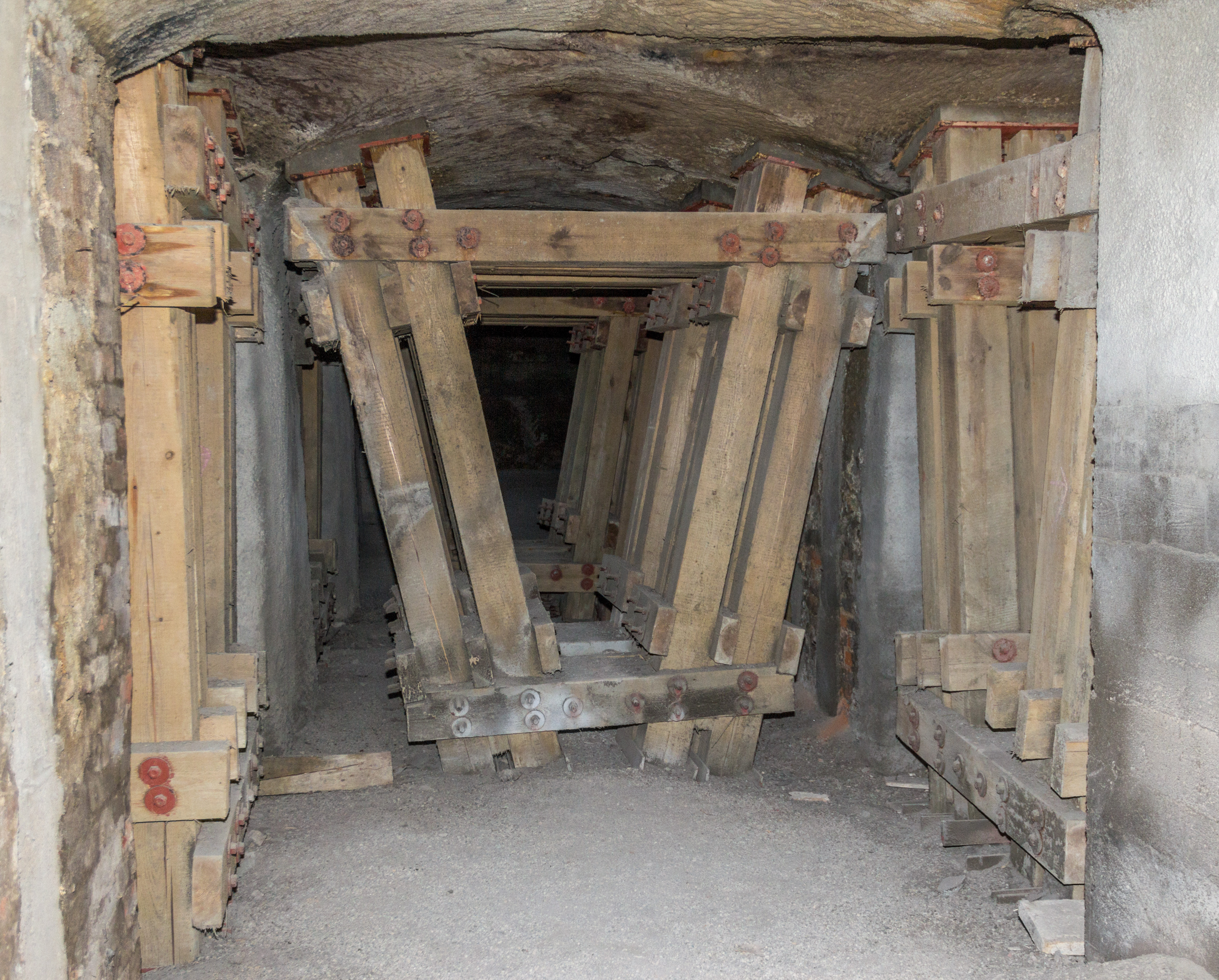
Stützungen im Zeltnerkeller im Bereich der Langen Gasse
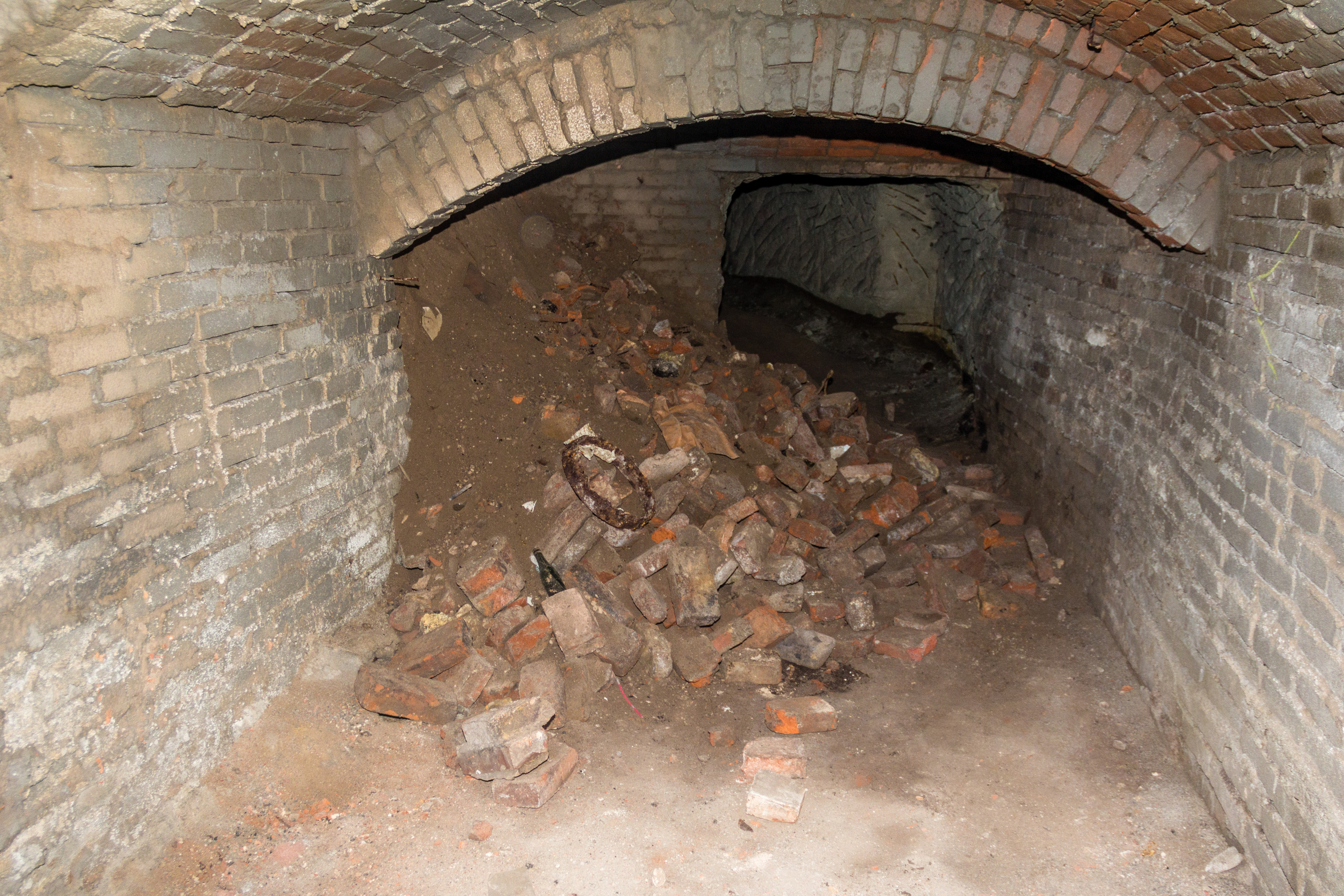
Stahlkeller, für Abraum genutzter Bereich
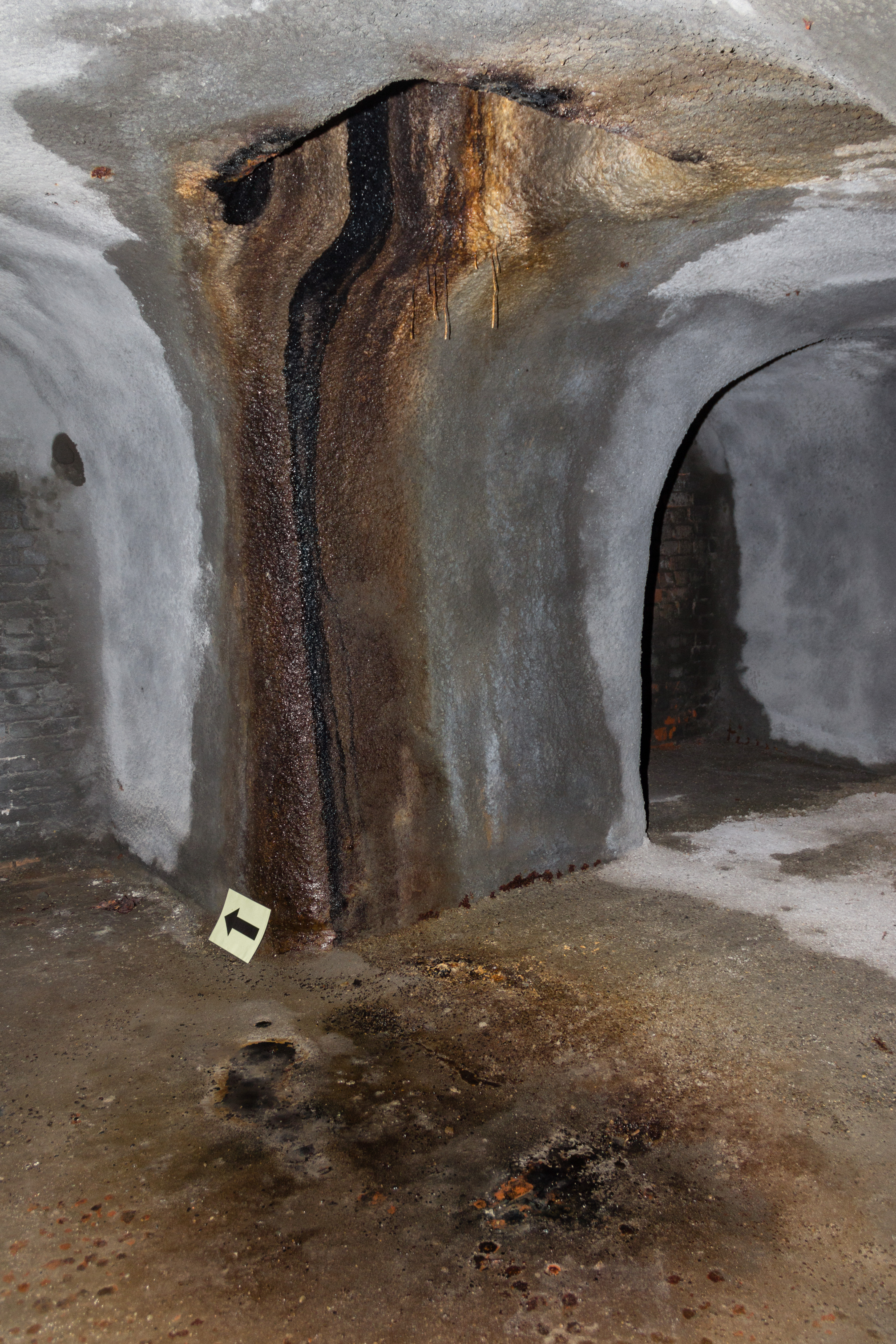
Bunte Versinterungen
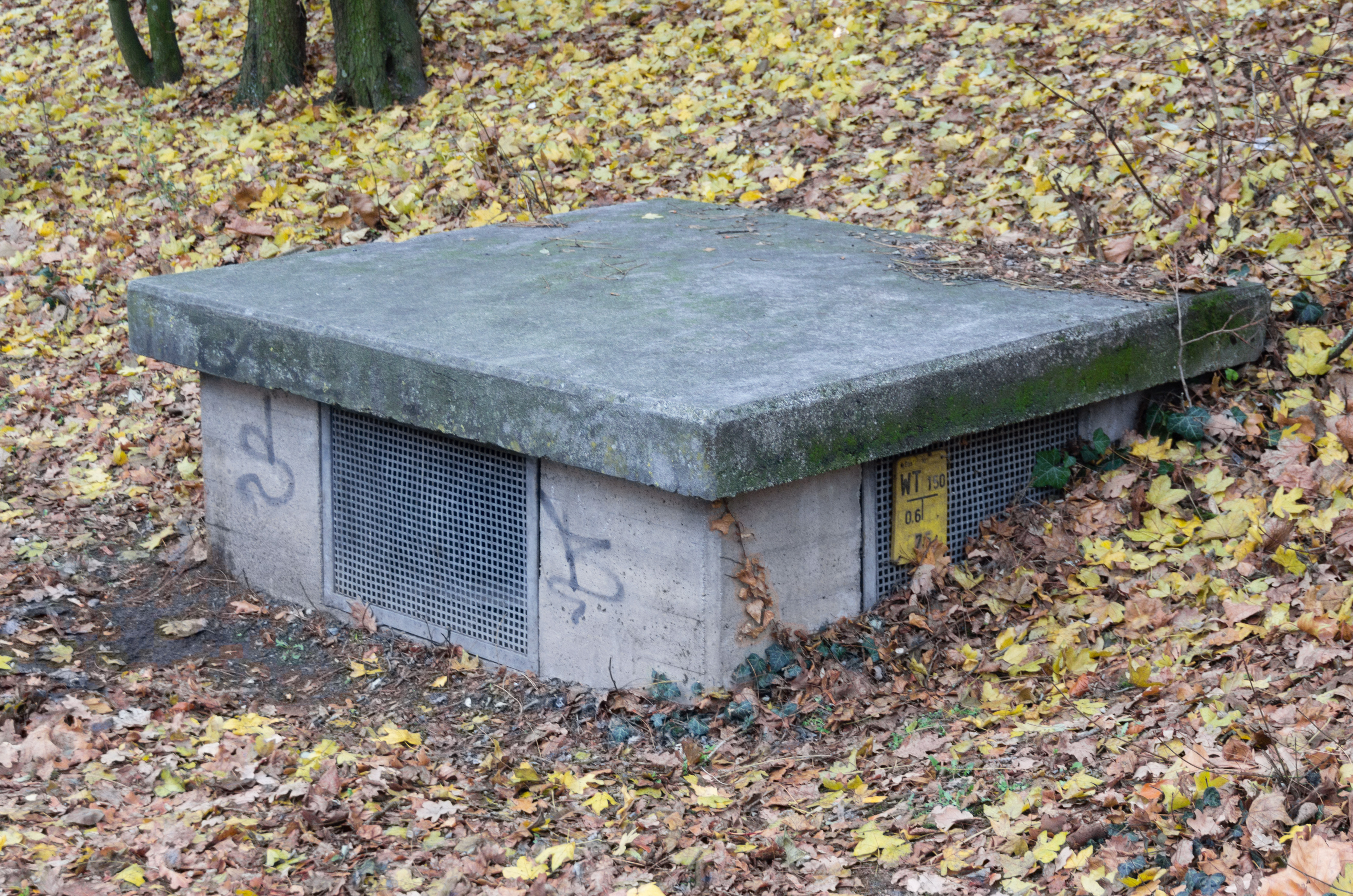
Ehemaliger Lüftungsschacht am Vestertorgraben